# Erysiphe hypophylla
Erysiphe hypophylla är en svampart som först beskrevs av Nevod., och fick sitt nu gällande namn av U. Braun & Cunningt. 2003. Erysiphe hypophylla ingår i släktet Erysiphe och familjen Erysiphaceae.   Inga underarter finns listade i Catalogue of Life.
I den svenska databasen Dyntaxa används istället namnet Microsphaera hypophylla för samma taxon.  Arten är reproducerande i Sverige.